# Мараньян (Авиш)
Маранья́н (порт.  Maranhão) — фрегезия (район) в муниципалитете Авиш округа Порталегре в Португалии. Территория — 70,99 км². Население — 98 жителей. Плотность населения — 1,4 чел/км².